# Ceratostylis culminicola
Ceratostylis culminicola är en orkidéart som beskrevs av Pieter van Royen. Ceratostylis culminicola ingår i släktet Ceratostylis och familjen orkidéer. Inga underarter finns listade i Catalogue of Life.